# Masticophis
Masticophis är ett släkte av ormar. Masticophis ingår i familjen snokar.

## Arter
Arter enligt Catalogue of Life:
- Masticophis anthonyi
- Masticophis aurigulus
- Masticophis bilineatus
- Masticophis flagellum
- Masticophis lateralis
- Masticophis lineolatus
- Masticophis mentovarius
- Masticophis schotti
- Masticophis taeniatus

The Reptile Database listar dessutom följande arter:
- Masticophis barbouri
- Masticophis fuliginosus
- Masticophis slevini